# Danshöjden
Danshöjden är ett naturreservat i Bengtsfors kommun i Västra Götalands län.
Området är naturskyddat sedan 2014 och är 9 hektar stort. Reservatet omfattar höjden, en sräcka norrut utmed en bäck och en sträcka söderut vid sydöstra stranden av Svarttjärnet. Reservatet består av tallskog med inslag av gran och lövträd.